# Jugendpolitik der Europäischen Union
Im Bereich der Jugendpolitik übernimmt die Europäische Union zunehmend eine koordinierende Rolle. Dazu gehören vor allem die Bereiche Beteiligung, Jugendinformation, Freiwilligenarbeit und Wissen über Jugendliche. Schlüsselthemen sind auch Mobilität, Beschäftigung und nicht-formales Lernen. Wichtigstes Verfahren ist die Offene Methode der Koordinierung.

## Geschichte
Die Europäische Jugendpolitik ist ein junges Politikfeld der Europäischen Union. Rechtlich ist die Jugendpolitik eine Domäne der Mitgliedstaaten. Im EG-Vertrag sind nur unter Art. 149 (2) die „Förderung der Mobilität von Lernenden und Lehrenden“ und die „Förderung des Ausbaus des Jugendaustauschs und des Austauschs sozialpädagogischer Betreuer“ vorgesehen.
In den EU-Staaten gibt es eine große Vielfalt an Definitionen, Zielen und Reichweiten der Jugendpolitik sowie eine Vielzahl unterschiedlicher institutioneller Ausgestaltungen, verfassungsrechtlicher Verankerungen und politischer Praktiken. Bereits die Abgrenzung der Zielgruppe nach ihrem Alter variiert sehr deutlich und von Land zu Land werden unterschiedliche Handlungsfelder zur Jugendpolitik gerechnet. In einigen Ländern hat die Jugendpolitik ein eigenes Ressort, in anderen ist sie Querschnittsthema.
Europäische Harmonisierungstendenzen machten sich erst gegen Ende der 1980er-Jahre bemerkbar, als Programme zur Förderung von Bildung und Mobilität junger Menschen auf den Weg gebracht wurden: 1986 startete das ERASMUS-Programm zum Austausch von Studenten an europäischen Universitäten. 1988 wurde das Programm Jugend für Europa ins Leben gerufen, das Jugendaustausche, Beteiligungsprojekte, Jugendinitiativen, Weiterbildungen und seit 1996 auch den Europäischen Freiwilligendienst fördert. 1995 entstand das Sokrates-Programm zur Förderung der europäischen Zusammenarbeit im Bereich der Bildung.
Eine neue Ebene erreichte die Europäische Jugendpolitik schließlich mit dem Weißbuch Jugend, das 1999 angekündigt und nach umfangreichen nationalen und europäischen Konsultationen im November 2001 veröffentlicht wurde. Unter dem Titel „Neuer Schwung für die Jugend Europas“ wurden gemeinsame Leitlinien und Prioritäten formuliert.
2004 riefen vier europäische Staatschefs die EU-Staaten in einem Brief an den damaligen EU-Ratspräsidenten Jan Peter Balkenende zu einem „Europäischen Pakt für die Jugend“ auf und reagierten damit auf einen pessimistischen Bericht über den Stand der Lissabon-Strategie. Maßnahmen sollten ergriffen werden, um die Jugendarbeitslosigkeit einzudämmen, den Zugang zur Berufsbildung zu verbessern, nicht-formales Lernen anzuerkennen und die Mobilität junger Menschen zu fördern. Im gleichen Jahr griff der Europäische Rat den Vorschlag auf und integrierte den Pakt in die erneuerte Lissabon-Strategie.

## Ziele
Das Weißbuch „Jugend“ der Kommission vom 21. November 2001 mit dem Titel „Neuer Schwung für die Jugend Europas“ nennt vier politische Prioritäten für die europäische Jugendpolitik:
- Partizipation: Jugendliche sollen stärker in das gesellschaftliche Geschehen in ihren Lebenswelten eingebunden werden und sich mehr am System der repräsentativen Demokratie beteiligen.
- Information: Jugendliche sollen besseren Zugang zu Informationsdiensten erhalten und sie sollen an der Erstellung und Publikation jugendrelevanter Informationen beteiligt werden.
- Freiwilligenarbeit: Freiwillige Arbeit soll stärker gefördert, leichter zugänglich und auf neue Anwendungsgebiete ausgeweitet werden. Die dabei erworbenen Fähigkeiten sollen offiziell anerkannt werden (siehe auch: „Jugend in Aktion“).
- Besseres Verständnis der Jugend: Vorhandenes Wissen über Jugendliche und die Jugendpolitik soll erfasst und erweitert werden. Akteure in der Jugendpolitik und in der Jugendarbeit sollen stärker vernetzt werden.

Der Europäische Pakt für die Jugend des Europäischen Rats vom März 2005 fokussiert drei Bereiche, in denen Verbesserungen angestrebt werden:
- Beschäftigung, Integration und sozialer Aufstieg
- Bildung, Ausbildung, Mobilität
- Vereinbarkeit von Familie und Beruf

## Verfahren
Im Juni 2002 einigten sich die Jugendminister der EU-Mitgliedstaaten in einer Entschließung auf einen gemeinsamen Rahmen zur jugendpolitischen Zusammenarbeit in Europa:
- Jugendpolitik soll als Querschnittspolitik verankert werden
- Als Verfahren soll die Offene Methode der Koordinierung angewandt werden.

Das Verfahren bedeutet in der Praxis: Die Europäische Kommission verschickt Fragebögen zu den vier politischen Prioritäten an die Mitgliedstaaten, wertet sie aus und verfasst einen Bericht mit Vorschlägen für gemeinsame Ziele. Diese werden im Jugendministerrat verabschiedet und dann auf nationaler Ebene mit jeweils eigenen Mitteln und Strategien umgesetzt. Die Mitgliedstaaten verpflichten sich, regelmäßig Berichte über den Stand der Umsetzung an die Kommission zu liefern, die daraus erneut einen Fortschrittsbericht samt Handlungsvorschlägen entwickelt. Während des gesamten Prozesses sollen Jugendliche, Jugendverbände und weitere wichtige Akteure befragt und eingebunden werden.